# Berliet GBC8 6x6 Gazelle
Le Berliet GBC8 « Gazelle » est un camion tout-terrain moyen tonnage, à cabine semi-avancée, dérivé du Berliet GLR, présenté par Berliet en octobre 1957. Il est fabriqué à 32 000 exemplaires de 1957 jusqu'en 1977 dans les usines de Vénissieux et Bourg-en-Bresse.
Le Berliet GBC8 a été rendu célèbre par le film Cent Mille Dollars au soleil d'Henri Verneuil au cours duquel il est conduit par Lino Ventura parti à la poursuite de Jean-Paul Belmondo et par sa popularité au sein du parc automobile de l'armée française en version GBC 8KT.

## Histoire
Lors d'un voyage au Sahara en 1956, Paul Berliet fils du fondateur de l'entreprise et directeur général adjoint, se met au volant d'un GLB 4x4 et constate, avec grand étonnement, que ce camion ne correspond pas du tout aux besoins des transports de l'industrie pétrolière en terrain désertique. Le camion est déséquilibré, car trop chargé sur l'essieu avant, la charge utile et le moteur sont largement insuffisants. De retour en France, il confie à Jean Girard, responsable des véhicules incendie à Paris, la conception d'un petit véhicule, la « Gazelle ». Il décide également que l'usine de Courbevoie fabriquerait les prototypes car elle n'était pas trop éloignée des dunes de la mer de sable d'Ermenonville, terrain d'essai idéal. Jean Girard, ancien responsable du bureau d'études de Laffly, avait acquis une certaine expérience en matière de tout-terrain militaire.
Le nouveau Berliet GBC8 6x6 « Gazelle », avec ses trois essieux simples, disposait, lui, d'une bonne répartition des masses, mais capable de transporter des charges limitées, de quatre à cinq tonnes au maximum.

## Missions Berliet-Ténéré et Tchad
Le GBC8 6x6 « Gazelle » va se faire connaître en participant au raid Trapil mais surtout à la Mission Berliet-Ténéré au Sahara, de novembre 1959 à janvier 1960, à laquelle participe l'écrivain et aventurier Roger Frison-Roche. L'expédition est relatée dans son ouvrage de 1960 intitulé Mission Ténéré. Cette mission, support d'une expédition géographique et scientifique, est organisée par Paul Berliet afin de démontrer la capacité de ses camions à parcourir de vastes espaces désertiques. Elle sera suivie d'une seconde: la mission Berliet Tchad, où cette fois les « Gazelles » seront accompagnées de camions lourds ordinaires à un seul pont moteur de type Berliet GLM 10 M HC.

## Famille Gazelle
Le camion de faible tonnage Berliet GBC8 6x6 Gazelle, fabriqué à quasiment 32 000 exemplaires (le nombre exact n'est pas connu) dans les usines de Vénissieux et de Bourg-en-Bresse, dans l'Ain, a donné lieu à de très nombreuses versions civiles comme militaires.
Les différentes versions ont été équipées de cabines ouvertes ou fermées. Le GBC8 reçoit la cabine « M » qui équipe la gamme routière GLC-GLR-GLM de l'époque. Le moteur Berliet a été décliné en version diesel, essentiellement pour les usages civils et polycarburant pour les militaires.
Les applications du véhicule, bien que de faible tonnage 3,5 à 5 tonnes maximum, sont très variées. En version civile, ils ont été utilisés en tarière, pour les sondages, nacelles élévatrices et transports en tout-terrain.
Les cinquante premiers exemplaires de « Gazelle » sont en fait des GLC 8 6x6 produits sur commande pour la prospection pétrolière au Sahara en 1957. Ils sont parfaitement reconnaissables à leurs joues de capot.

## Motorisation et transmission
C'est en collaboration avec Herwaythorn que Jean Girard a créé la « Gazelle » en utilisant un mélange de composants mécaniques disparate : une boîte de vitesses Berliet à cinq rapports existante, une boîte de transfert HWT à deux rapports, un pont arrière de série modifié en pont avant avec adaptation HWT et un tandem arrière réalisé avec deux ponts de série. La boîte de vitesses Berliet à cinq rapports sera rapidement remplacée par une boîte ZF à six rapports, plus fiable et plus facile à manier. Sur route, la boîte de transfert fait de la Gazelle un 6x4 qui se transforme en 6x6 en tout-terrain. Le blocage des différentiels des ponts arrière est en option.
Lors de sa présentation, le GBC8 6x6 Gazelle version civile, était équipé d'un moteur diesel Berliet cinq cylindres de 7 917 cm3 développant 125 ch à 2 100 tr/min. Comme la plupart d'entre eux, le filtre à air est implanté sur l'aile gauche ce qui confirme que le moteur diesel est bien équipé d'une injection licence MAN. Lorsque le filtre à air est placé sur le côté droit, il s'agit d'une injection licence Ricardo dont 211 exemplaires ont été livrés à l'armée française en 1958-1959 avec moteur polycarburant.
Selon la tradition militaire, les moteurs diesel ne sont pas de règle. Berliet a mis au point une version polycarburant de son moteur diesel pour l'armée française développant la même puissance. Un « K » désigne ce type de motorisation. C'est ainsi que l'on trouve les versions GBC8 MT 6x6 et GBC8 KT 6x6. Il faut toutefois signaler que l'on a trouvé quelques rares exemplaires de tracteurs « Gazelle » en 6x4 tractant des semi-remorques grumiers. Vu la faible capacité de charge du modèle, cette configuration est pour le moins 'exotique'.

## Version militaire GBC 8 KT
Les instances militaires, comme toujours depuis la Libération liées uniquement aux constructeurs français, suivent de près les performances sahariennes du nouveau camion tout-terrain Berliet et apprécient les capacités de franchissement du véhicule. Elles commandent, en 1957, 310 exemplaires appelés GBC8 6×6,.

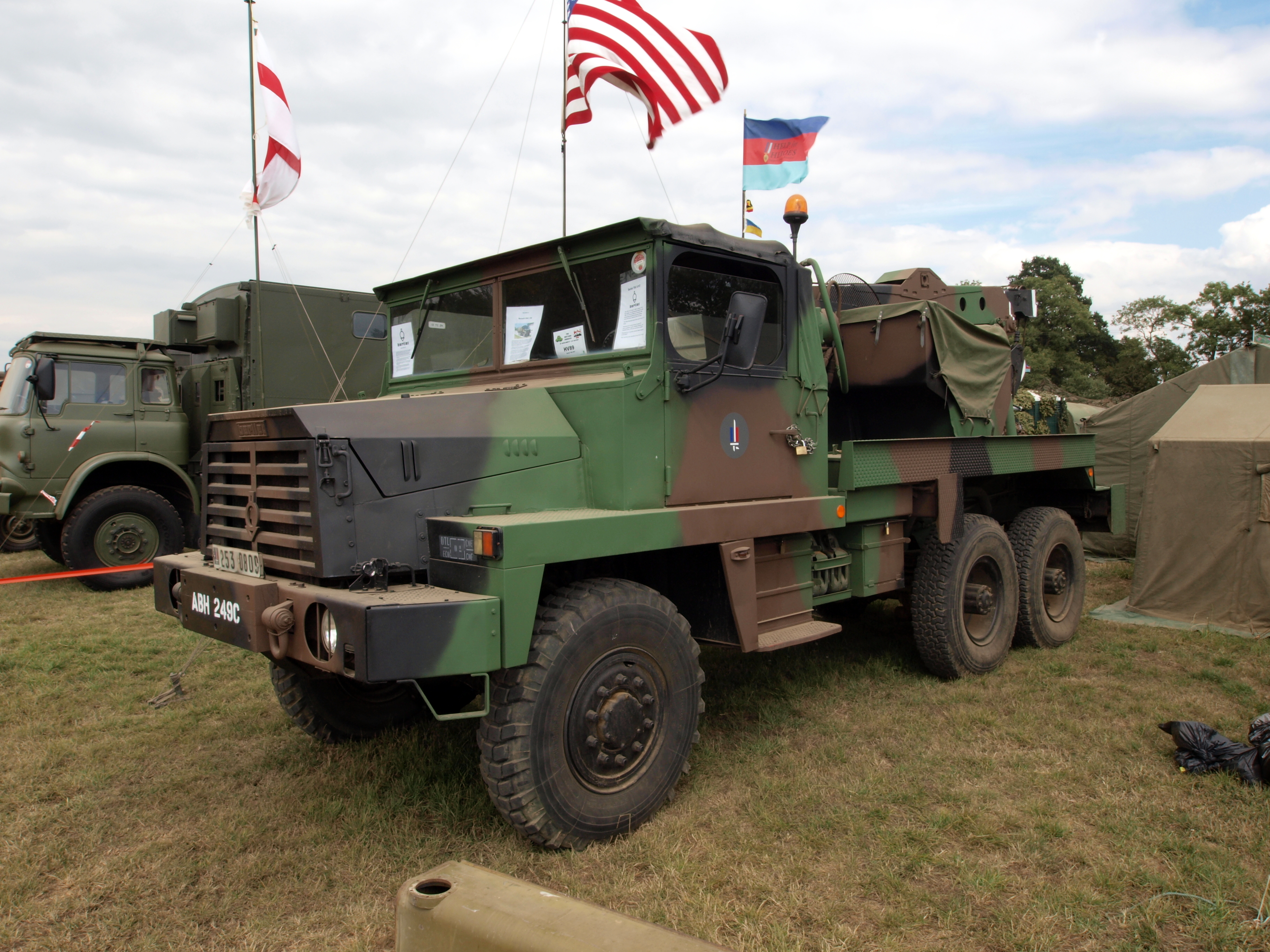
Berliet GBC 8 KT CMD (Camion Moyen de Dépannage)

Pour satisfaire pleinement les militaires, Berliet développe dès 1960 un prototype basé sur le modèle tout-terrain GBC8 6x6 « Gazelle » à moteur cinq cylindres. Le camion cargo (en) GBC 8 KT (K pour polycarburant et T pour  Tactique) militaire est destiné à remplacer le célèbre et vieillissant GMC CCKW datant de la Seconde Guerre mondiale. Il reçoit une cabine anguleuse découvrable dite torpédo, typiquement militaire, dessinée par le styliste Pierre Charbonneaux, s’équipe d’une boîte de vitesses ZF à six rapports, son empattement est augmenté de 22 centimètres, la roue de secours située derrière la cabine est supprimée pour augmenter la longueur du plateau, et sa charge utile passe à quatre tonnes. Il sera équipé d'une version polycarburant (essence, gasoil, mais aussi kérosène, alcool) du moteur 5 cylindres de la Gazelle, baptisé MAGIC MK520, développant 135 ch à 2 100 tr/min et un couple de 345 N m à 1 800 tr/min portant sa vitesse maxi à 86 km/h et sa consommation à 36 litres aux 100km.

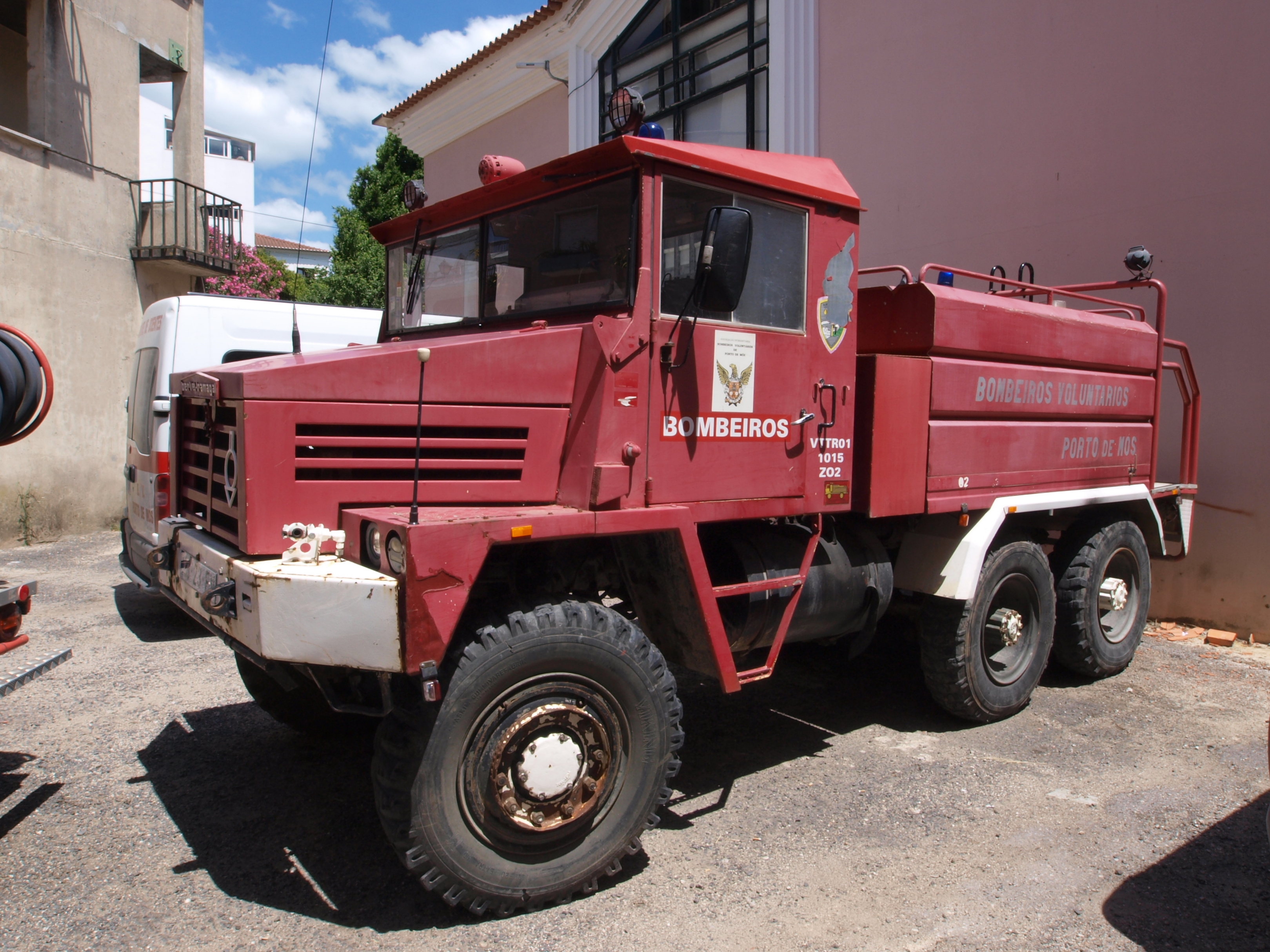
Berliet Tramagal GBA utilisé par les pompiers de Porto de Mos, Portugal

En juillet 1960, l'armée française reçoit une copie du nouveau prototype GBC 8 KT pour des tests d'évaluation. En 1961 les tests sont concluants, le GBC 8 KT fera l'objet d'une commande de l'armée française pour équiper les troupes engagées dans la guerre d'Algérie de 138 GBC 8 KT CMD. Mais ses besoins sont plus importants et, ainsi, près de la moitié des tracteurs TBC 8 KT, qui se sont révélés sous-motorisés, va être transformée en grue (CMD), ce qui fait que le CMD peut être un GBC ou un TBC 8 KT. À l’exception des pneumatiques, la mécanique est identique sur ces deux versions. Berliet lance donc la production du GBC 8 KT en 1961 dans son usine de Vénissieux avant d’être déplacée à Bourg-en-Bresse en 1965 lors du second contrat de fourniture.
À partir de 1962, le GBC 8 KT 6x6 devient la principale version fabriquée. L'armée française en commandera 16 500 exemplaires au total. La plupart des GBC 8 KT ont été carrossés avec une caisse cargo, un plateau à ridelles bâché équipé de bancs longitudinaux.
Le GBC 8KT sera décliné en de nombreuses versions parmi lesquelles les LOT 7, camions ateliers ou les CMD Camion Moyen de Dépannage équipés d'une grue hydraulique Austin-Western de 6 tonnes. Les GBC et TBC 8 KT CMD sont équipés d’une grue hydraulique Austin-Western, modèle qui équipait déjà les camions Reo de l’Armée que des corps de sapeurs-pompiers ont utilisé également, d’une capacité maximale de 6 tonnes, ramenée à 4 t si la charge doit être tractée relevée. La grue est construite sous licence américaine par Berliet. On le trouve essentiellement en version porteur. Seuls 500 tracteurs TBC 8KT seront construits sur un total d'environ 17 200 véhicules, dont 16 500 pour l'armée française.
Certaines versions du GBC8 sont renommées « GBA » pour quelques rares marchés d'exportation.
Le Berliet GBC8 6x6 Gazelle a pu être homologué par l'OTAN comme petit camion de 4 tonnes utiles.

## La seconde vie des «Gazelles»

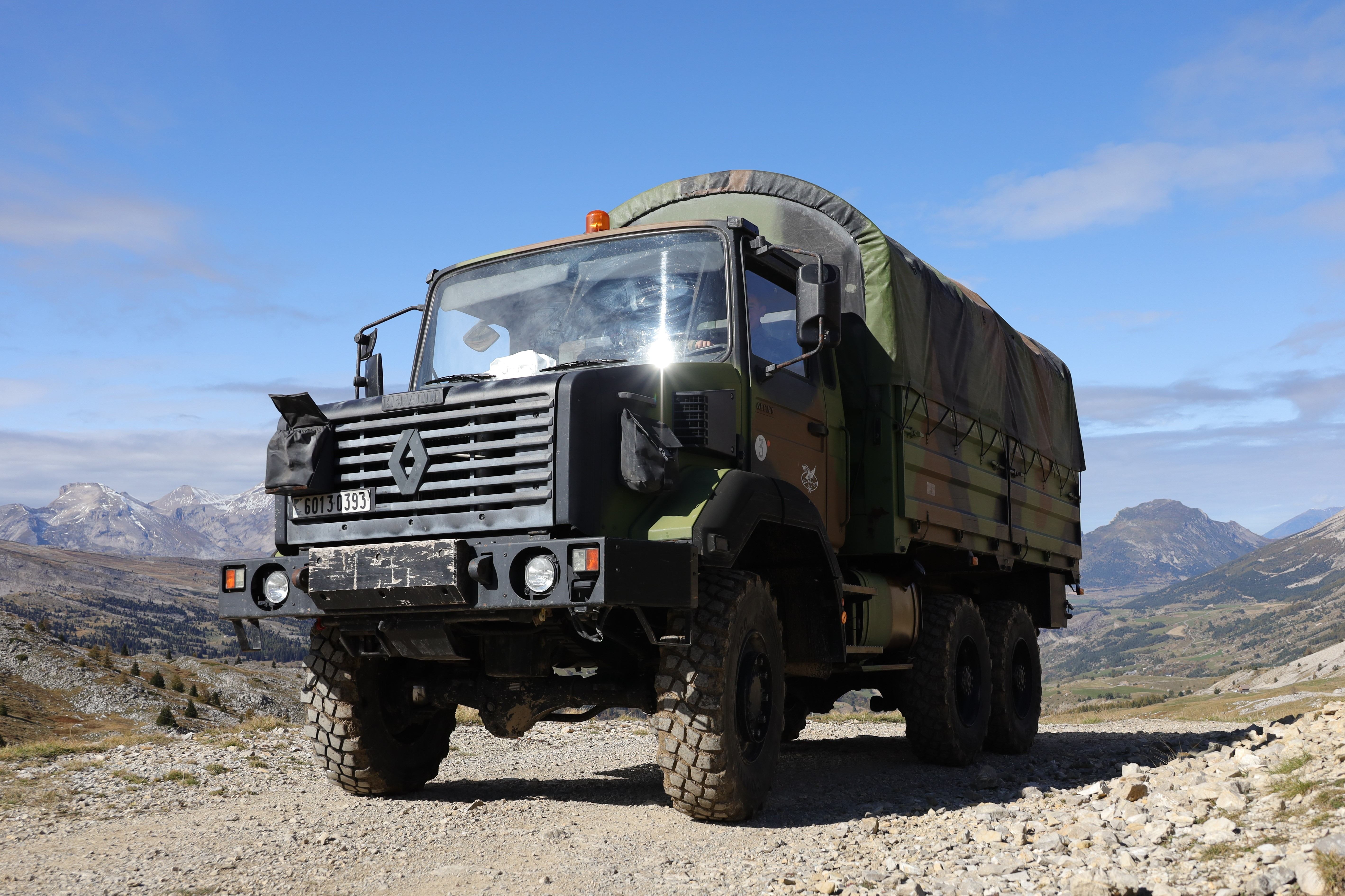
Renault GBC 180 du 4e RCh

En 1993 après trente ans de service, la Direction générale de l'Armement, en manque de moyens financiers pour remplacer les anciens GBC8, décide de les faire moderniser. Pour ce faire, Berliet, entre-temps racheté et intégré dans Renault Véhicules Industriels, est chargé de conserver les châssis, ponts, arbres, boîte de transfert, freins à tambours et les jantes des anciens camions et de remplacer la cabine, le moteur polycarburant, l'embrayage, la boîte de vitesses et les circuits électriques par des éléments neufs. L'ancien et obsolète moteur Berliet de 125 ch est remplacé par un moteur Renault 06.02.26 développant 175 ch avec un couple de 575 N m accolé à une boîte de vitesses Eaton à six rapports.
Livré à partir de 1998, le « nouveau » Renault GBC 180 pèse entre 7 471 et 9 031 kg à vide pour un PTAC maxi de 12 800 kg ou un PTRA de 18 800 kg. Ils ont été reconstruits dans l'usine Renault située au Le Palais-sur-Vienne et deviendront des GBC 180. La modernisation consistera en un remplacement du moteur et à l'adoption de la cabine fermée type « C » de la gamme chantier Renault.

## Au cinéma
Au cinéma, tout au long du film Cent Mille Dollars au soleil d'Henri Verneuil (Gaumont, 1964), on peut voir Lino Ventura au volant d'une Gazelle GBC8 qui poursuit Jean-Paul Belmondo parti en Berliet TLM 10 M2 (T comme tracteur; cabine M2) et Bernard Blier qui conduit un Berliet TBO 15 6×4 HC Turbo (HC pour Hors Code). Les trois camions vedettes du film Cent mille dollars au soleil ont été fournis par le service de démonstration de Berliet selon le choix d'Henri Verneuil. Le GBC8 de Lino Ventura est conservé dans l'Ain par la Fondation de l'Automobile Marius-Berliet.
Dans le film Captain America, les forces d'HYDRA utilisent des Berliet GBC 8KT.

### Vidéo
- [vidéo] France 3 Bourgogne-Franche-Comté, « Fans des camions BERLIET 2/4 : La "gazelle", le camion mythique de BERLIET », sur YouTube, 18 novembre 2019 (consulté le 8 août 2022)